# Wilfried Dietrich
Wilfried Dietrich (14. října 1933 Schifferstadt – 3. června 1992 Durbanville) byl německý zápasník, olympijský vítěz z roku 1960.

## Sportovní kariéra
Narodil se v Schifferstadtu do falcké rodiny. Olympijskému zápasení se věnoval od svých 18 let v klubu VfK Schifferstadt jako učeň oboru svářeč, když předtím všestranně sportoval. Po vyučení pracoval v docích v Mannheimu jako jeřábník. V roce 1955 pořádalo sousední město Karlsruhe mistrovství světa v zápasu řecko-římském, na které se připravil a obsadil v nejtěžší váhové kategorii nad 87 kg 6. místo.
V roce 1956 byl vybrán do sjednoceného německého týmu na olympijské hry v Melbourne. Startoval pouze v řecko-římském stylu. V úvodním kole prohrál s ruským Sovětem Anatolijem Parfjonovem těsně verdiktem sudích 1-2, ale ve třetím kole zaskočil favorizovaného Švéda Bertila Antonssona a vítězstvím verdiktem 3-0 postoupil do finálové trojice. V souboji o druhé místo porazil Itala Adelma Bulgarelliho verdiktem 3-0 a získal stříbrnou olympijskou medaili za Sovětem Parfjonovem.
V roce 1960 startoval na olympijských hrách v Římě v obou olympijských zápasnických stylech. V řecko-římském stylu zremizoval zápasy nejprve s ukrajinským Sovětem Ivanem Bohdanem a následně s Čechoslovákem Bohumilem Kubátem. Po závěrečném kole měl na svém kontě s Kubátem shodně 5 negativních (klasifikačních) bodů za vítězným Bohdanem (4 negativní body). O jeho stříbrné olympijské medaili nakonec rozhodla nižší tělesná hmotnost. Za týden po svém medailovém úspěchu nastoupil na žíněnku ve volném stylu. Bez většího zaváhání postoupil mezi finálovou trojici, ve které porazil na lopatky osetského Sověta Saukujdze Dzarasova. K zisku zlaté olympijské medaile mu stačila remíza s favorizovaným Turkem Hamitem Kaplanem, kterou po takticky bezchybném výkonu dosáhl a stal se olympijským vítězem v zápasu ve volném stylu.
V roce 1964 startoval na olympijských hrách v Tokiu v obou olympijských zápasnických stylech. Ve volném stylu však neměl dobrý vstup do turnaje, když nečekaně prohrál na body s Američanem Larry Kristoffem. Aby se v turnaji zachránil, potřeboval ve třetím kole porazit na lopatky Švéda Arne Robertssona na lopatky, což se mu nepodařilo a obsadil až dělené 7. místo. Za týden startoval v řecko-římském stylu. V úvodním kole měl štěstí na volný los. Ve čtvrtém kole prohrál na technické body s Maďarem Istvánem Kozmou a v pátém kole ho z turnaje vyřadil dosažením 6 klasifikačních bodů ruský Sovět Anatolij Roščin. Protože do šestého kola postoupili dva zápasníci, získal s nejnižším počtem klasifikačních bodů bronzovou olympijskou medaili.
V roce 1968 startoval na olympijských hrách v Mexiku pouze v olympijském volném stylu. V prvních kolech měl hratelné soupeře, se kterými nasbíral 1 negativní (klasifikační) bod. Po pátém kole zůstal v turnaji s běloruským Sovětem Alexandrem Medveděm a tureckým Bulharem Osmanem Duralievem. S oběma favority prohrál před časovým limitem na lopatky a získal bronzovou olympijskou medaili.
V roce 1972 se v 38 letech připravil na domácí olympijské hry v Mnichově a vybojoval nominaci v obou olympijských zápasnických stylech. Ve volném stylu měl výborný vstup do turnaje, když porazil na lopatky nejprve Maďara Istvána Maróthyho a následně i Čechoslováka Oldřicha Vlasáka. Ve třetím kole však prohrál na body s fenomenálním Sovětem Alexandr Medveděm a ve čtvrtém kole nastoupil proti obrovitému Američanu Chrisi Taylorovi. První osobní souboj s Američanem na olympijských hrách prohrál na body a nepostoupil do bojů o medaile. Obsadil 5. místo. Po týdnu nastoupil na řecko-římském stylu. V úvodním kole proti Američanu Chrisi Taylorovi zvítězil před časovým limitem pětibodovým chvatem přední suplex, který sportovní novináři hodnotí jako nejkrásnější chvat v historii olympijského zápasu. Štěstí mu však toto vítězství nepřineslo, ve třetím kole musel kvůli zranění vzdát zápas s Rumunem Victorem Dolipschim. Obsadil dělené 4. místo.
Sportovní kariéru ukončil na klubové úrovni v roce 1977. V roce 1978 nastoupil v profesionálním ringu ke dvěma zápasům s Atonio Inokim, ale jinak se mezi profesionály neprosadil. Pracoval jako úředník ve Špýru. V osmdesátých letech se po nevydařeném podnikatelském projektu dostal do finančních dluhů, které vyřešil útěkem do Jižní Afriky, kde zemřel předčasně v roce 1992.

## Výsledky

### Volný styl
| Turnaj             | 1955 | 1956 | 1957 | 1958 | 1959 | 1960 | 1961 | 1962 | 1963 | 1964 | 1965 | 1966 | 1967 | 1968 | 1969 | 1970 | 1971 | 1972 |
| Turnaj             | 22   | 23   | 24   | 25   | 26   | 27   | 28   | 29   | 30   | 31   | 32   | 33   | 34   | 35   | 36   | 37   | 38   | 39   |
| Turnaj             | +87  | +87  | +87  | +87  | +87  | +87  | +87  | +97  | +97  | +97  | +97  | +97  | +97  | +97  | +100 | +100 | +100 | +100 |
| ------------------ | ---- | ---- | ---- | ---- | ---- | ---- | ---- | ---- | ---- | ---- | ---- | ---- | ---- | ---- | ---- | ---- | ---- | ---- |
| Olympijské hry     |      | —    |      |      |      | 1.   |      |      |      | 7.   |      |      |      | 3.   |      |      |      | 5.   |
| Mistrovství světa  |      |      | 2.   |      | —    |      | 1.   | 3.   | 4.   |      | —    | —    | —    |      | —    | —    | —    |      |
| Mistrovství Evropy |      |      |      |      |      |      |      |      |      |      | —    | —    | 1.   | —    | 5.   | —    | —    | —    |

### Řecko-římský styl
| Turnaj             | 1955 | 1956 | 1957 | 1958 | 1959 | 1960 | 1961 | 1962 | 1963 | 1964 | 1965 | 1966 | 1967 | 1968 | 1969 | 1970 | 1971 | 1972 |
| Turnaj             | 22   | 23   | 24   | 25   | 26   | 27   | 28   | 29   | 30   | 31   | 32   | 33   | 34   | 35   | 36   | 37   | 38   | 39   |
| Turnaj             | +87  | +87  | +87  | +87  | +87  | +87  | +87  | +97  | +97  | +97  | +97  | +97  | +97  | +97  | +100 | +100 | +100 | +100 |
| ------------------ | ---- | ---- | ---- | ---- | ---- | ---- | ---- | ---- | ---- | ---- | ---- | ---- | ---- | ---- | ---- | ---- | ---- | ---- |
| Olympijské hry     |      | 2.   |      |      |      | 2.   |      |      |      | 3.   |      |      |      | —    |      |      |      | 4.   |
| Mistrovství světa  | 6.   |      |      | —    |      |      | —    | 3.   | 6.   |      | —    | —    | —    |      | 2.   | —    | —    |      |
| Mistrovství Evropy |      |      |      |      |      |      |      |      |      |      | —    | —    | 5.   | —    | —    | —    | —    | —    |